# Odacini
Die Odacini sind eine zwölf Arten in sechs Gattungen umfassende Tribus der Lippfische (Labridae). Sie unterscheiden sich von den anderen Lippfischen durch ihre zusammengewachsenen Zähne, die scharfe Schneiden bilden. Wie auch die Papageifische wurden und werden die Odacini auch als eigenständige Familie klassifiziert. Phylogenetisch gehören sie allerdings eindeutig zu den Lippfischen und dort zur Unterfamilie der Schweinslippfische (Hypsigenyinae). Sie sind auf Pflanzennahrung spezialisiert.

## Merkmale
Die Odacini sind schlanke bis sehr schlanke, zehn bis vierzig Zentimeter lange Fische. Die meisten Arten, wie Heteroscarus acroptilus, sind bunt gefärbt. Ihre Schuppen sind klein. Ihre lange Rückenflosse hat 14 bis 27 Hartstrahlen und 9 bis 22 Weichstrahlen. Die Bauchflossen haben einen Hart- und vier Weichstrahlen. Siphonognathus argyrophanes fehlen die Bauchflossen. Er ist sehr lang gestreckt und ähnelt den Trompetenfischen. Bei allen Odacini, mit Ausnahme des letzteren, sind die Geschlechter unterschiedlich gefärbt.

## Verbreitung

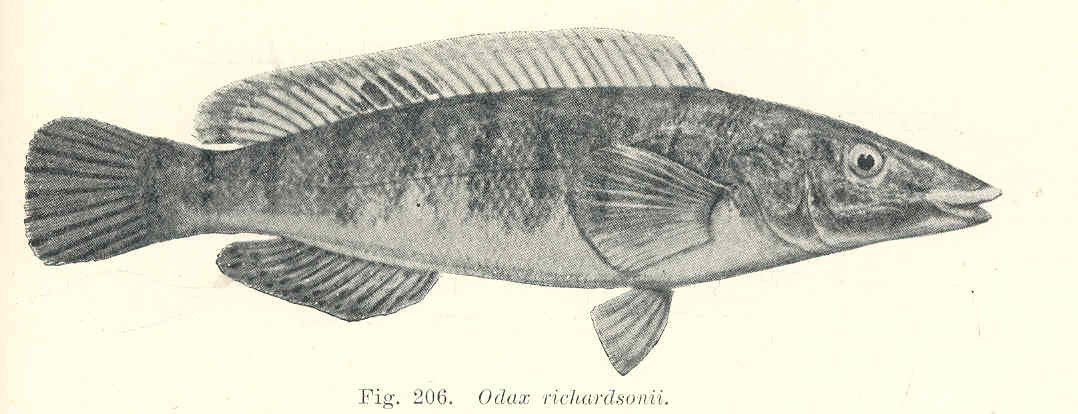
Haletta semifasciata

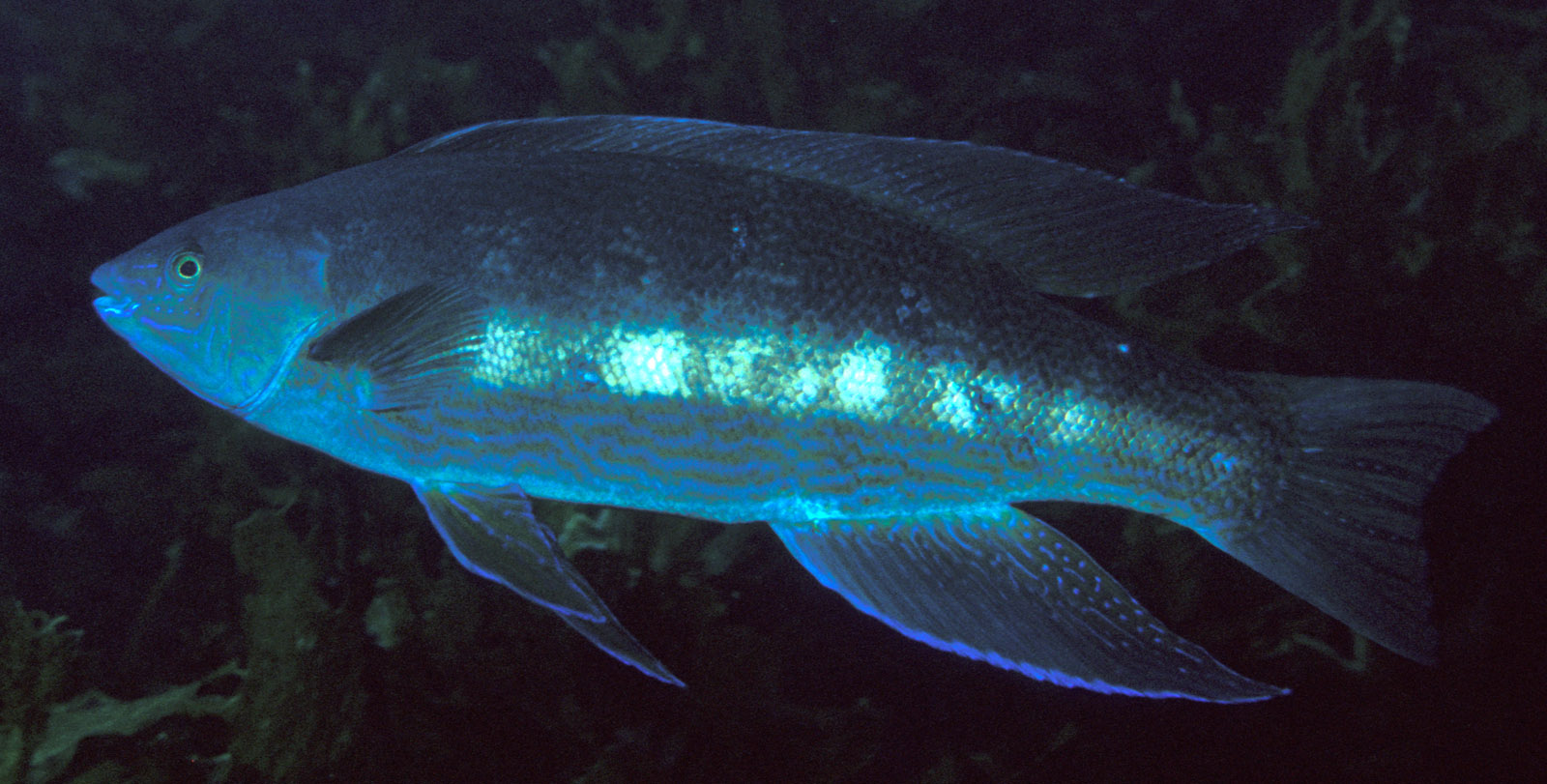
Odax pullus

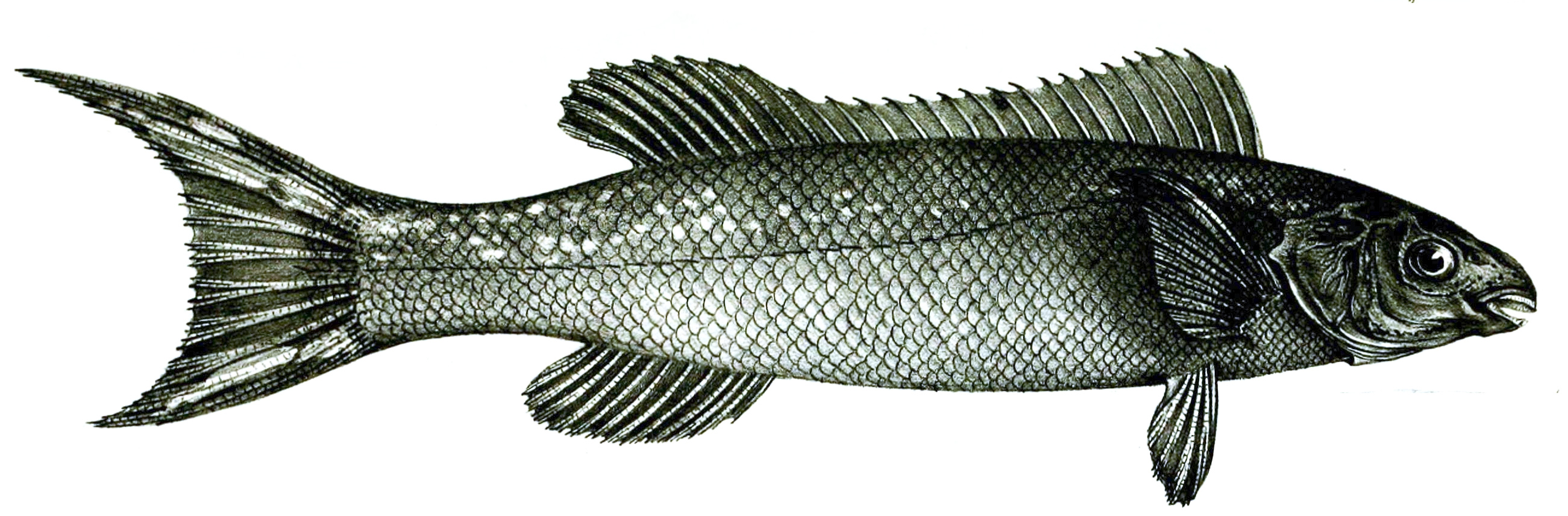
Olisthops cyanomelas

Die meisten Odacini leben an den Küsten des südlichen Australien und Tasmanien in Seegraswiesen und Tangwäldern. Die beiden Arten der Gattung Odax sind endemisch um Neuseeland.

## Systematik
Es gibt zwölf Arten in sechs Gattungen.
- Haletta Whitley, 1947
  - Haletta semifasciata (Valenciennes, 1840)
- Heteroscarus Castelnau, 1872
  - Heteroscarus acroptilus (Richardson, 1846)
- Neoodax Castelnau, 1875
  - Neoodax balteatus (Valenciennes, 1840)
- Odax Valenciennes in Cuvier & Valenciennes, 1840
  - Odax cyanoallix Ayling & Paxton, 1983
  - Odax pullus (Forster, 1801)
- Olisthops Richardson, 1850
  - Olisthops cyanomelas Richardson, 1850

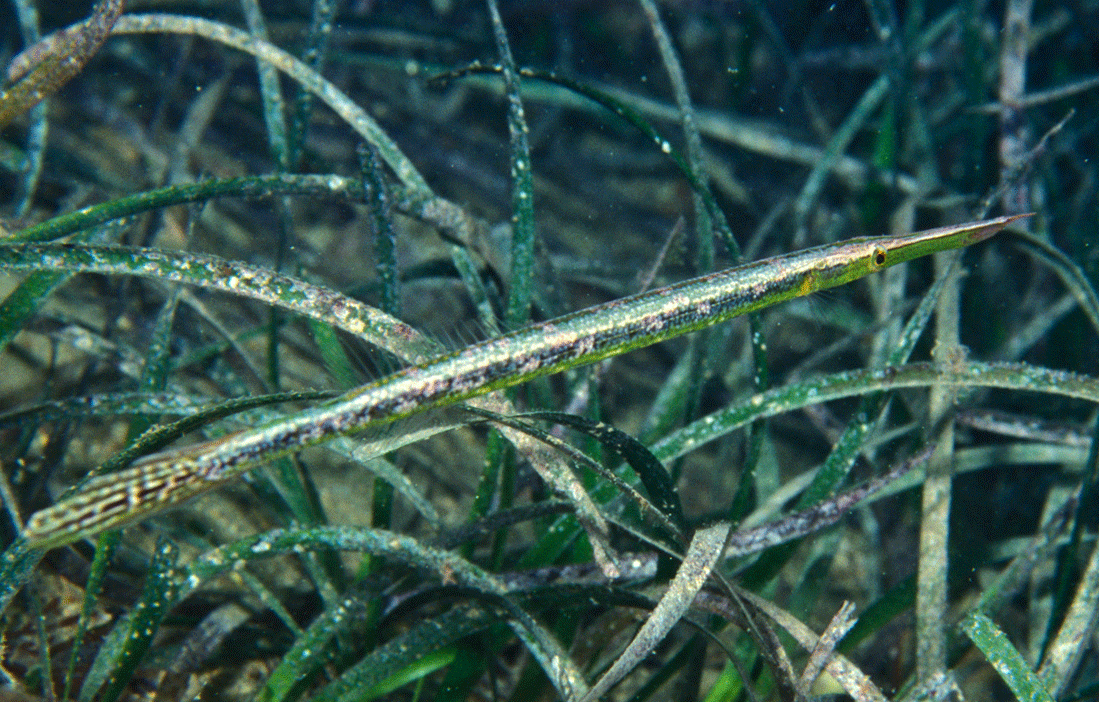
Siphonognathus argyrophanes

- Siphonognathus Richardson, 1858Siphonognathus argyrophanes
  - Siphonognathus argyrophanes Richardson, 1858
  - Siphonognathus attenuatus (Ogilby, 1897)
  - Siphonognathus beddomei (Johnston, 1885)
  - Siphonognathus caninis (Scott, 1976)
  - Siphonognathus radiatus (Quoy & Gaimard, 1834)
  - Siphonognathus tanyourus Gomon & Paxton, 1986